# Миланское дерби
Мила́нское де́рби (итал. Derby della Madonnina или Derby di Milano) — футбольный матч между двумя итальянскими клубами из города Милана — «Миланом» и «Интернационале». Миланское дерби — одно из важнейших дерби в мировом футболе и наиболее ожидаемое событие итальянского спортивного календаря. Миланские дерби проходят дважды на год во время почти каждого сезона итальянской Серии A, но время от времени дерби также случаются в рамках розыгрышей Лиги чемпионов, Кубка Италии и других соревнований. Иногда данное противостояние называют «Derby della Madonnina», это название происходит от итальянской традиции называть дерби именем какой-либо выдающейся достопримечательности города, в данном случае — статуи Девы Марии Madonnina на верхушке Миланского собора.
В миланском дерби встречаются две наиболее титулованные команды одного из самых престижных национальных чемпионатов Европы. На счету «Интера» 20 титулов чемпиона страны, а на счету «Милана»- 19. В Италии лишь туринский «Ювентус» опережает миланские клубы по количеству побед на национальном уровне. Невзирая на принципиальное соперничество как между клубами, так и между их болельщиками, и на эксцессы, которые иногда случаются во время матчей, миланское дерби — наиболее мирное и спокойное дерби в итальянском чемпионате, и спортивные страсти нечасто выходят за рамки разумного. Многие известные игроки в разные времена своей карьеры играли как за один, так и за второй клуб (например, Лоренцо Буффон, Джузеппе Меацца, Роберто Баджо), случались и прямые переходы из «Интера» в «Милан» и наоборот (позднейшие примеры — переходы из «Интера» в «Милан» Дарио Шимич в 2002 году и Джузеппе Фавалли в 2006-м).

## Стадион
Матчи дерби, как правило, проходят в Милане на муниципальном стадионе «Джузеппе Меацца», который является домашней ареной для обоих миланских клубов. «Милан» постоянно выступает на этом стадионе с момента его постройки. В матче открытия, состоявшемся 19 сентября 1926 года, «Интер» переиграл «Милан» со счётом 6:3. Домашней ареной «Интера» этот стадион стал только в 1947 году, до этого черно-синие проводили свои матчи на стадионе «Арена Чивика», сильно пострадавшем от бомбардировок во время войны. Болельщики «Милана» предпочитают называть стадион его прежним именем — «Сан Сиро», так как Джузеппе Меацца, именем которого стадион был назван в 1979 году, был одним из самых известных футболистов в истории «Интера».
В турнирах, согласно регламенту которых победитель должен определяться по результатам двух матчей, — домашнего и гостевого (например, розыгрыши Кубка Италии или квалификационная и завершающая стадия Лиги чемпионов) одна из команд считается номинальным «хозяином», а вторая — номинальным «гостем». В полуфинале розыгрыша Лиги чемпионов 2003 года, первом миланском дерби в истории Кубка/лиги чемпионов, оба матча завершились вничью со счётом 0:0 и 1:1, и «Милан» одержал победу и попал в финал лишь благодаря тому, что второй матч он играл номинально «на выезде» и таким образом забил гол «в гостях», хотя матч проходил на его домашнем стадионе.
Матч миланского дерби 11 мая 2001 года «Интер» проиграл со счётом 0:6 — это стало его самым крупным домашним поражением в Серии A за всю историю.

## Противостояние болельщиков

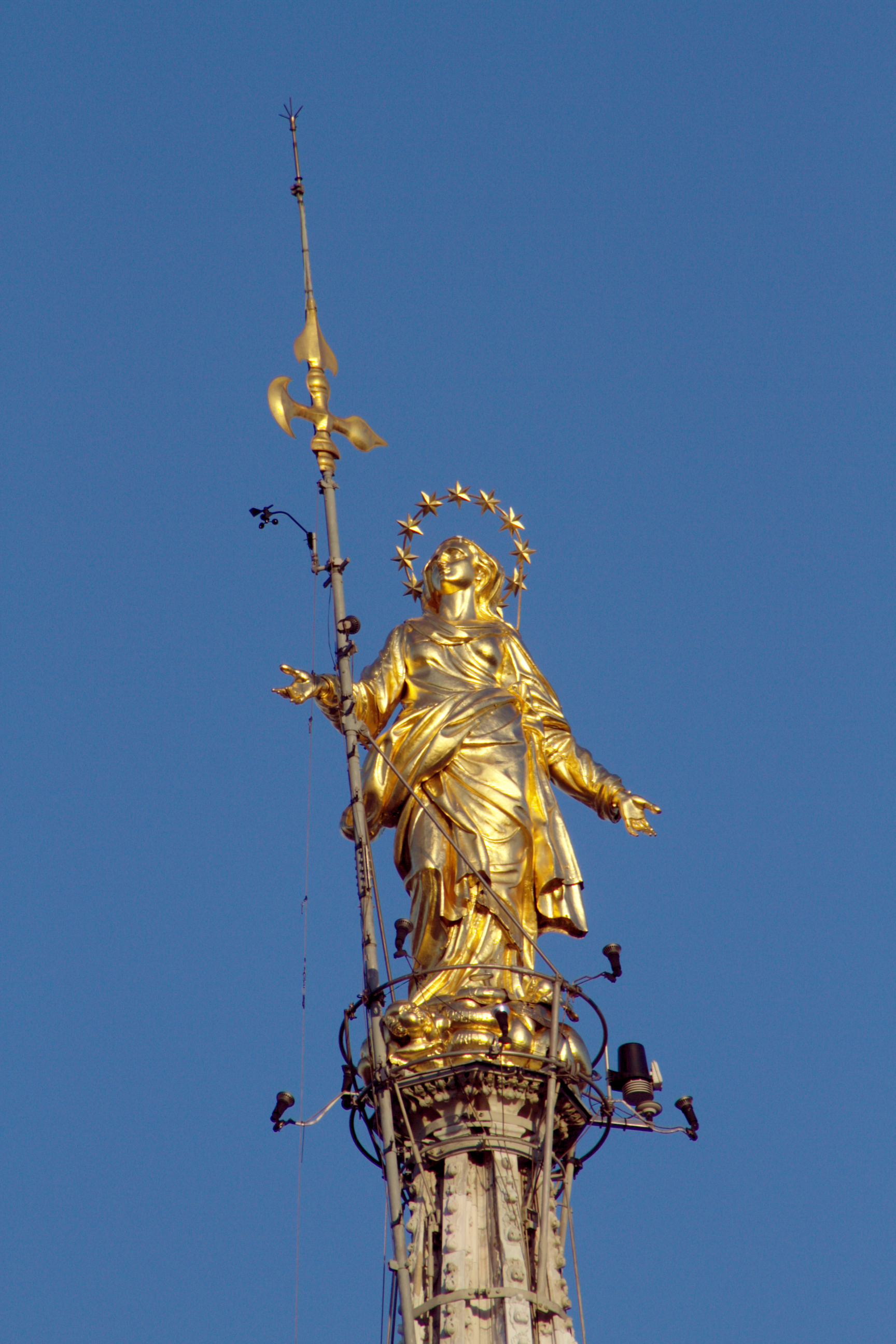
La Madonnina

Исторически «Милан» считался клубом городского рабочего класса и членов профсоюзов, среди которых было много трудовых мигрантов с юга Италии, тогда как за «Интер» традиционно болели представители более зажиточного среднего класса и буржуазии, преимущественно коренные миланцы; такое деление болельщиков придавало сугубо спортивному соперничеству некоторые черты социальной борьбы. Болельщики «Интера» пренебрежительно называли сторонников «Милана» casciavìt (что на миланском диалекте значит «отвёртка», а также имеет сленговое значение «неловкий, простоватый»); это прозвище содержало намек на преимущественно пролетарское происхождение болельщиков «Милана» и одновременно на низкий уровень их образования. В свою очередь, болельщики «Милана» называли сторонников «Интера» прозвищем bauscia («хвастун», «фанфарон»).
В последние десятилетия XX века демографическая картина боления испытала значительные изменения и потеряла свою социальную окраску, особенно после того, как владельцем «Милана» стал консервативный медиа-магнат и политик, премьер-министр Италии Сильвио Берлускони, лидер правоцентристской партии «Вперёд, Италия», а «Интер» приобрёл нефтепромышленник Массимо Моратти, известный своим левыми взглядами. Однако до сих пор среди болельщиков «Милана» продолжают преобладать представители левой части политического спектра, тогда как среди фанатов «Интера» больше консерваторов и сторонников правых взглядов.

## История соперничества

### Основание клубов
Футбольный клуб «Милан» был основан 16 декабря 1899 года англичанами Альфредом Эдвардсом и Гербертом Килпином под названием «Миланский крикетный и футбольный клуб»; Эдвардс стал первым президентом клуба, а Килпин — первым тренером и капитаном команды. Под руководством Килпина клуб быстро приобрёл известность; уже в 1900 году он выиграл свой первый трофей — Королевскую медаль, а в 1901 году победил в чемпионате Италии, прервав многолетнюю гегемонию в чемпионате клуба «Дженоа» из Генуи, который выигрывал все предыдущие чемпионаты. «Милан» становился чемпионом Италии также в 1906 и 1907 годах.

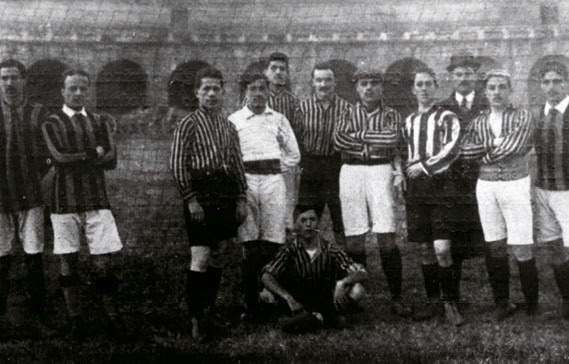
Команда «Интернационале» в 1908 году

В 1908 году Итальянская федерация футбола запретила принимать участие в национальном чемпионате клубам, в составе которых были иностранные игроки. Поскольку большинство итальянских футбольных клубов того времени были основаны англичанами, которые жили в стране, это решение оставило за бортом соревнований большинство ведущих команд. В руководстве «Милана» относительно этой политики возник конфликт: одна фракция призывала к поддержке политики федерации, а вторая считала необходимым добиваться отмены ограничений относительно иностранцев. Результатом конфликта стал раскол клуба и основание «Международного футбольного клуба „Милан“» (итал. Internazionale Football Club Milano), который впоследствии стал известен под сокращенным названием «Интер». Герберт Килпин, разгневанный отношением федерации к иностранцам, решил завершить карьеру игрока и покинул большой футбол. Хотя уже в следующем, 1909 году футбольная федерация отменила своё необдуманное решение, в Милане уже существовали два приблизительно равных по силе футбольных клуба высшего уровня, и история соперничества между двумя миланскими командами началась.

### Другие миланские дерби ранних лет
В начале XX века, ещё до разделения «Милана» на два клуба, его основным соперником по миланским дерби был «Миланезе», (итал. Unione Sportiva Milanese), клуб, который был основан в 1902 году и дважды занимал второе место в чемпионате Италии. Также случались встречи с другими командами города: «Медиоланумом» (итал. SEF Mediolanum) в 1904 году, «Энотрией» (итал. Associazione Calcio Enotria) в 1908 году и «Аусония» (итал. Ausonia Pro Gorla) (регламент итальянского чемпионата того времени больше напоминал современные кубковые турниры, и две команды не обязательно встречались между собой в каждом сезоне). Все эти клубы выступали в чемпионате Италии в 1910-х — 1920-х годах, но потом или прекратили существование, или покинули элиту итальянского футбола: футбольная команда «Медиоланума» была распущена в 1905 году и частично влилась в состав «Миланезе»; «Миланезе» в 1920-х годах играл во втором и третьем дивизионе, а в 1928 году был объединён с «Интером» в команду «Амброзиана»; «Энотрия» существует до сих пор и играет в провинциальной лиге «Третья категория» (Terza categoria) для любительских клубов, низшем уровне итальянского футбола.

### Ранние годы
Первым миланским дерби был товарищеский матч между «Миланом» и вновь созданным «Интером», который состоялся 18 октября 1908 года в швейцарском местечке Кьяссо. Следующее «выездное» дерби случилось только 29 июня 1969 года, когда команды встретились в Нью-Йорке на стадионе «Янкис». Остальные встречи между миланскими командами неизменно происходили на их домашнем стадионе «Сан-Сиро» в Милане.
Сначала более опытный «Милан» имел преимущество над «Интером», но когда в 1930-х годах в «Интере» сложилась мощная команда, за которую играли Армандо Кастеллацци, Аттилио Демария и знаменитый Джузеппе Меацца, положение начало исправляться. В начале 1960-х годов «Интер» практически сравнялся с «Миланом» и начал ожесточённо конкурировать с ним за национальные и европейские титулы. На протяжении 1960-х, 1970-х и в начале 1980-х годов преимущество как в очном противостоянии, так и в целом в национальных и международных соревнованиях уже имел «Интер»; к примеру, он трижды выигрывал Межконтинентальный кубок, высшую награду в мировом клубном футболе. Однако начиная с конца 1980-х, когда владельцем «Милана» стал Сильвио Берлускони, клуб значительно усилился и начал демонстрировать незаурядные успехи как в чемпионате Италии, так и на европейском уровне, оттесняя «Интер» на задний план.

### Эпоха Маццолы и Риверы
В миланских дерби 1960-х годов сходились с глазу на глаз две самые яркие звезды итальянского футбола того времени. Со стороны «Интера» это был Сандро Маццола, сын знаменитого игрока «Торино» Валентино Маццолы, который в 1949 году погиб в авиакатастрофе вместе со всей командой. Со стороны «Милана» ему противостоял Джанни Ривера, за свой талант прозванный «золотым мальчиком». Миланские дерби в те дни демонстрировали яркий и бескомпромиссный футбол и характеризовались безумной конкуренцией между клубами как на поле, так и вне игры; когда «Милан» в 1963 году выиграл Кубок чемпионов, «Интер» ответил на это двумя Кубками чемпионов в следующих годах; «Милан» же снова стал лучшей командой Европы в 1969 году.

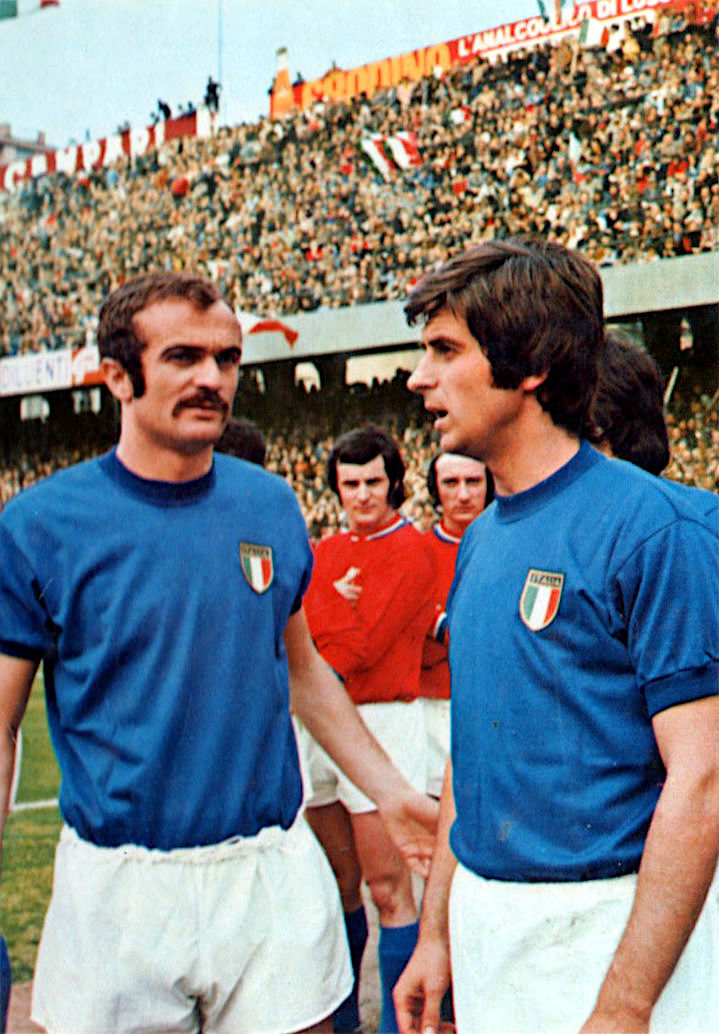
Сандро Маццола (слева) и Джанни Ривера (справа) вместе в составе сборной Италии в матче со сборной Люксембурга, 31 марта 1973

Принципиальное соперничество между миланскими клубами и личная конкуренция между их ведущими игроками, Маццолой и Риверой, которая иногда переходила в открытую вражду, выплескивалась за пределы миланских дерби и итальянского чемпионата в целом и чувствовалась даже в сборной Италии, в составе которой выступали обе миланских звезды. Маццола и Ривера обычно не выходили на поле вместе, как правило, один из них играл первый тайм и уходил с поля, а другой, напротив, выходил во втором. Многие итальянские тифози считали поражение итальянской сборной в финале чемпионата мира 1970 года против Бразилии следствием ошибки тренера Ферручче Вакареджи, который выпустил в стартовом составе Маццолу и заменил его на Риверу лишь на 88-й минуте, когда счёт уже был 4:1 в пользу бразильцев и Италия потеряла все шансы на победу. Болельщики считали, что если бы более проворный Ривера вышел на поле раньше, он был бы способен оживить игру и переломить ход матча.

### 1990-е годы и современное положение
Другой период обострения соперничества между миланскими клубами пришёлся на конец 1980-х — начало 1990-х годов, когда за «Милан» играло знаменитое голландское трио: Марко ван Бастен, Франк Райкаард и Рууд Гуллит, а цвета «Интера» защищала тройка немцев: Андреас Бреме, Юрген Клинсманн и Лотар Маттеус. В этот период удача чаще была на стороне «Милана» и голландцев: сборная Нидерландов, за которую выступали трое игроков «Милана», выиграла чемпионат Европы 1988 года, в том же году «Милан» выиграл чемпионат Италии. В следующие годы два раза подряд (в 1989 и 1990) «Милан» выигрывал Кубок чемпионов, хотя скудетто в 1989 году он уступил «Интеру».
Миланское соперничество имело неожиданное продолжение на чемпионате мира 1990 года, который проходил именно в Италии; обе тройки звёзд принимали участие в этом турнире в составе своих национальных сборных, считавшихся фаворитами чемпионата. Матч 1/8 финала между Западной Германией и Нидерландами происходил 24 июня 1990 года именно на стадионе «Сан-Сиро» в Милане, и болельщики обоих клубов рассматривали его как продолжение противостояния между «Миланом» и «Интером». Напряженный и нервный матч, во время которого Франк Райкаард был удалён с поля за плевок в нападающего немцев Руди Фёллера, закончился поражением голландцев со счётом 1:2; два немецких гола, забитого Клинсманном и Бреме, болельщики «Интера» восприняли как моральную победу своего клуба.
Впрочем, после этого чемпионата гегемония «Милана» продлилась как в Италии, так и на европейском уровне. Крепкая команда, построенная Фабио Капелло и прозванная болельщиками «непобедимой», завоевала свой пятый Кубок чемпионов в 1994 году, разгромив в финале «Барселону» со счётом 4:0. Под руководством Капелло «Милан» три сезона подряд доходил до финала Лиги чемпионов.

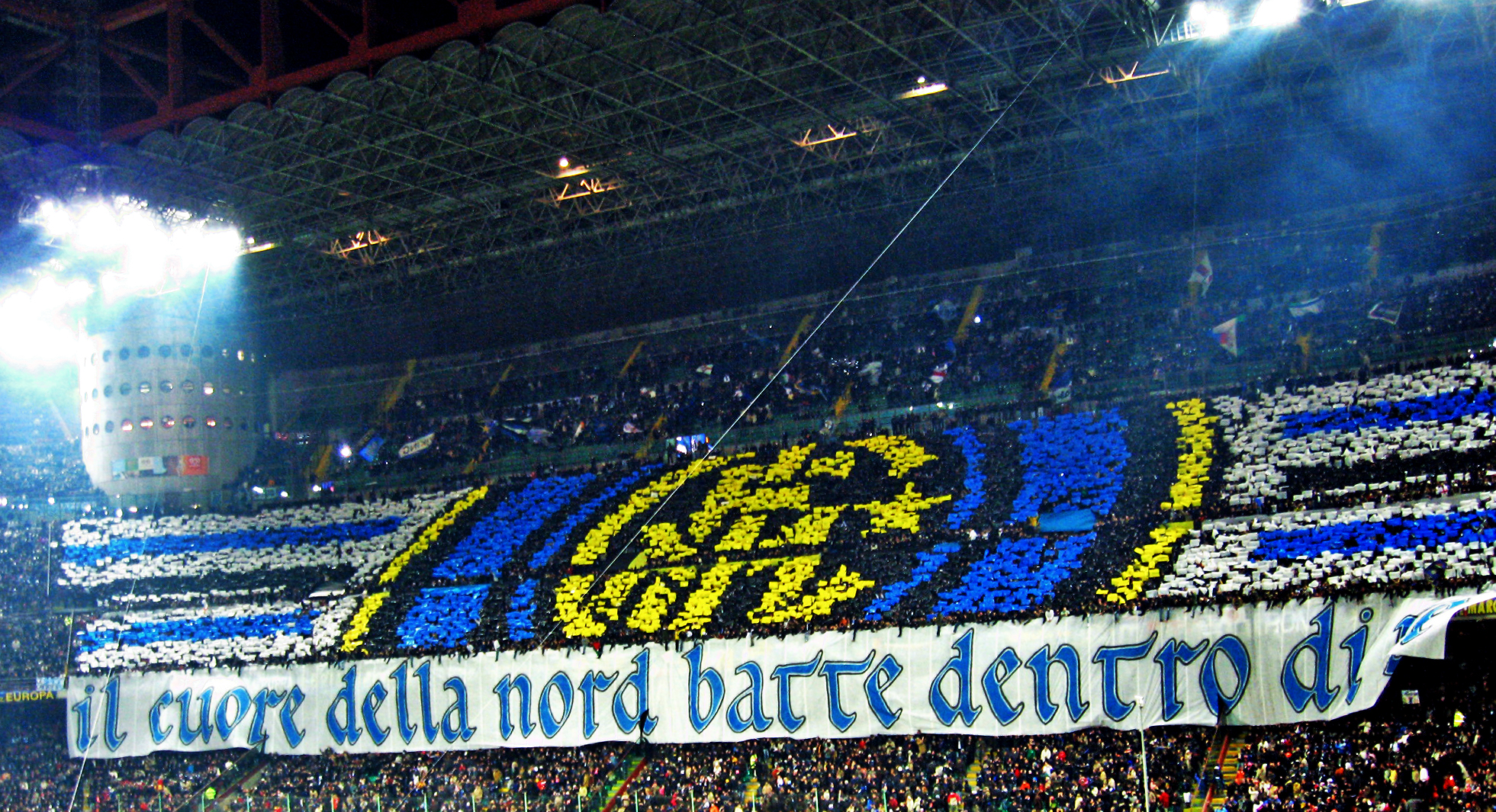
Северная трибуна (Curva Nord) на «Джузеппе Меацца» — сектор болельщиков «Интера»

В сезоне 1993/94 оба миланских клуба стали обладателями европейских футбольных трофеев: «Милан» завоевал Кубок чемпионов, а «Интер» — Кубок УЕФА. Это был единственный случай в истории европейского футбола, когда оба трофея достались клубам из одного города. Болельщики «Интера», которые с 1989 года ждали следующего скудетто от своей команды, дождались его лишь в 2006 году, когда в результате скандала с договорными матчами чемпионский титул 2006 года был отобран у «Ювентуса» и передан «Интеру». В 2007 году «Интер» получил скудетто уже за счёт собственной отличной игры, проведя беспрецедентную серию из 17 побед и выиграв оба миланских дерби в том сезоне («Ювентус» тогда играл в Серии B, а «Милан» был оштрафован на 8 очков). Дерби 11 марта 2007 привлекло пристальное внимание болельщиков, поскольку в этом матче в составе «Милана» вышел знаменитый бразилец Роналдо, который в прошлом длительное время играл в «Интере».

### Четвертьфинал Лиги чемпионов 2004/05
В розыгрыше Лиги чемпионов сезона 2004/05 жребий свел две миланские команды в четвертьфинале. Первая встреча, в которой номинальным хозяином поля выступил «Милан», завершилась победой красно-чёрных со счётом 2:0 (мячи забили Яп Стам и Андрей Шевченко). Ответный матч, состоявшийся 12 апреля 2005 года, приобрёл печальную известность. Первый тайм игры завершился победой «Милана» 1:0 благодаря голу, забитому Андреем Шевченко. Во втором тайме, после того, как арбитр Маркус Мерк не засчитал гол, забитый в ворота «Милана» Эстебаном Камбьяссо на основании неочевидного нарушения правил против вратаря миланцев Диды, а затем удалил полузащитника с поля за споры, болельщики «Интера», раздосадованные решением судьи, начали бросать на поле петарды, бутылки и другие предметы и запускать сигнальные ракеты. Одна из ракет попала в правое плечо Диды, вышедшего из ворот, чтобы убрать с поля бутылки. Мерк остановил матч на 74-й минуте; после получасового перерыва, на протяжении которого были вызваны пожарные, чтобы убрать с поля пылающие петарды, матч был возобновлен; Диду, который получил кровоподтек и ожог первой степени и не мог продолжать игру, в воротах «Милана» заменил Кристиан Аббьяти. Однако, когда уже через минуту на поле опять полетели бутылки и петарды, решением арбитра матч был досрочно завершен. Решением УЕФА «Интеру» в этом матче было присуждено техническое поражение со счётом 0:3. Также клуб был оштрафован на 200 000 евро (самый большой штраф в истории УЕФА), и свой первый домашний матч в следующем розыгрыше Лиги чемпионов клуб должен был сыграть при пустых трибунах. Повреждение Диды оказались несерьезными, он быстро выздоровел и не пропустил в результате этого инцидента ни одного матча.

### Миланское дерби в сезоне 2006/07

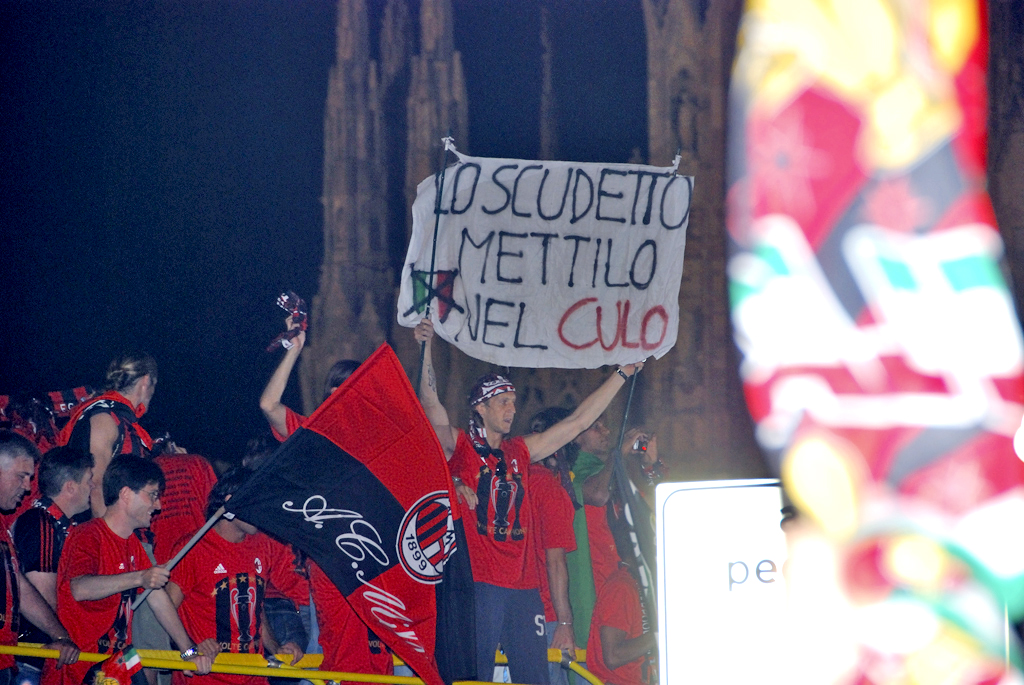
Футболист «Милана» Массимо Амброзини держит плакат, гласящий «Засуньте скудетто себе в зад» («Lo scudetto mettilo nel culo»). Фото сделано в конце сезона 2006/07, когда «Интер» стал чемпионом Италии, а «Милан» несколько дней спустя победил в финале Лиги чемпионов.

Первый матч миланского дерби в сезоне 2006/07, прошедший 28 октября 2006 года пресса назвала одним из самых зрелищных миланских дерби всех времен. В напряженном матча, в ходе которого было забито семь мячей, «Интер» победил со счётом 4:3. После первого тайма «Интер» лидировал со счётом 2:0 благодаря голам Креспо и Станковича. В начале второго тайма счёт стал 3:0 — гол забил Ибрагимович, после «Милан» сократил разницу мячом Кларенса Зеедорфа, на что «Интер» ответил голом Матерацци на 68-й минуте, который сделал счёт 4:1. Сразу же после этого Матерацци заработал вторую жёлтую карточку за слишком бурное празднование забитого гола и был удалён с поля. Получив количественное преимущество, «Милан» непрерывно штурмовал ворота «Интера» до самого окончания матча и сумел забить два гола на 76-й (Джилардино) и 90-й (Кака) минуте, но на то, чтобы отыграть разрыв в три мяча и сравнять счёт, уже не хватило времени.
Второе миланское дерби в этом сезоне 11 марта 2007 года также закончилось победой «Интера»: на голы Круса и Ибрагимовича «Милан» смог ответить лишь единственным голом, забитым бразильцем Роналдо, который в прошлом длительное время играл за «Интер» и перешёл в «Милан» во время зимней паузы в чемпионате.

## Статистика

### Результаты встреч
|       | ЧИ  | КИ | СКИ | ЛЧ | ЧВИ | Всего |
| ----- | --- | -- | --- | -- | --- | ----- |
| Интер | 76  | 9  | 1   | 2  | 1   | 89    |
| Ничья | 59  | 8  | 0   | 2  | 0   | 69    |
| Милан | 65  | 10 | 1   | 2  | 1   | 79    |
| Голы  |     |    |     |    |     |       |
| Интер | 291 | 27 | 4   | 4  | 3   | 315   |
| Милан | 265 | 34 | 2   | 6  | 3   | 304   |

### Трофеи клубов
|       | ЧИ | КИ | СКИ | ЛЧ | КУ* | КОК | СКУ | ЧМ** | Всего |
| ----- | -- | -- | --- | -- | --- | --- | --- | ---- | ----- |
| Милан | 19 | 5  | 7   | 7  |     | 2   | 5   | 4    | 49    |
| Интер | 20 | 9  | 8   | 3  | 3   |     |     | 3    | 46    |

* Включая Кубок ярмарок.

** Включая Межконтинентальный кубок.

### Бомбардиры
| 14 | Андрей Шевченко ●        |
| 13 | Джузеппе Меацца ●12 ●1   |
| 11 | Гуннар Нордаль ●         |
| 11 | Иштван Ньерш ●           |
| 10 | Энрико Кандиани ●7 ●3    |
| 7  | Луи Ван Хеге ●           |
| 7  | Лаутаро Мартинес ●       |
| 7  | Бенито Лоренци ●         |
| 7  | Жозе Алтафини ●          |
| 7  | Алессандро Альтобелли ●  |
|    | Роберто Бонинсенья ●     |
| 6  | Альдо Чевенини ●2 ●4     |
| 6  | Пьетро Серантони ●       |
| 6  | Аттилио Демария ●        |
| 6  | Альдо Боффи ●            |
| 6  | Сандро Маццола ●         |
| 6  | Диего Милито ●           |
| 6  | Златан Ибрагимович ●2 ●4 |
| 5  | Роналдо ●4 ●1            |
| 5  | Кака ●                   |
| 5  | Мауро Икарди ●           |
| 4  | Филиппо Индзаги ●        |
| 4  | Деян Станкович ●         |
| 3  | Луиджи Чевенини ●        |
| 3  | Роберто Баджо ●2 ●1      |
| 3  | Кларенс Зеедорф ●1 ●2    |

## Рекорды
- Самая крупная победа «Милана»: «Интер» — «Милан» 0:6 (1 мая 2001);
- Самая крупная победа «Интера»: «Милан» — «Интер» 0:5 (6 февраля 1910);
- Самый результативный матч: «Интер» — «Милан» 6:5 (6 ноября 1949);
- Самый быстрый гол: Сандро Маццола, 14-я секунда (24 февраля 1963, «Интер» — «Милан» 1:1)[4][5]

(Учтены только результаты матчей официальных соревнований.)